# Badminton Verband Sachsen
Der Badminton Verband Sachsen e. V., kurz BVS, wurde am 9. Juni 1990 in Dresden-Gittersee gegründet. Er ging aus den Federball-Bezirksfachausschüssen Leipzig, Dresden und Karl-Marx-Stadt (Chemnitz) hervor. Der Gründungsvorsitzende war Manfred Göpfert (Dresden). Dem BVS sind 77 Vereine angeschlossen, in denen ca. 4.400 Mitglieder organisiert sind (Stand: 1. Januar 2017).

## Geschichte

### Gründungsvorstand
| Name                        | Funktion        | Zeitraum  |
| --------------------------- | --------------- | --------- |
| Manfred Göpfert (Dresden)   | Präsident       | 1990–2022 |
| Rainer Loschke (Leipzig)    | Vizepräsident   | 1990–1992 |
| Jörg Richter (Chemnitz)     | Vizepräsident   | 1990–1991 |
| Manfred Willner (Dresden)   | Vizepräsident   | ab 1990   |
| Hans-Jürgen Engel (Leipzig) | Schatzmeister   | ab 1990   |
| Helmar Schröter (Zwenkau)   | Geschäftsführer | 1990–1999 |

### Verbandschronik
1990/1991
Mit der Gründung am 9. Juni 1990 erfolgte auch die Aufteilung in die noch bestehenden Regionalverbände. Im gleichen Jahr fanden die ersten Sachseneinzelmeisterschaften der Aktiven, der Jugend und der Kinder statt. Zudem werden die letzten DDR-Mannschaftsmeisterschaften der Jugend bei der SG Gittersee ausgetragen. Es bildete sich eine Landesliga, bestehend aus sechs Mannschaften.
1991/1992
Im folgenden Jahr nahm der Verband erstmals an überregionalen Wettkämpfe teil. Erste südostdeutschen Meisterschaften und Ranglistenturniere wurden ausgetragen. In der Saison 1991/1992 stellte der BVS mit den Mannschaften der Robur Zittau und der DHfK Leipzig zwei Teilnehmer der umstrukturierten 2. Bundesliga.
1992/1993
Zur Saison 1992/1993 erfolgte eine Umstrukturierung der Liegen des BVS. Es kam zur Bildung der Sachsenoberliga/Sachsenliga mit acht beziehungsweise sechs Mannschaften und der Regionalliga mit je acht Mannschaften in zwei Staffeln. Im Jahr 1993 gingen sechs Titel bei den südostdeutschen Meisterschaften im Nachwuchsbereich an den BVS.
1993/1994
Am 18. Juni 1994 fand der erste Verbandstag des Deutschen Badminton-Verbands in den Neuen Bundesländern (Dresden) statt. Es entstehen erste Talentzentren für Badminton des Landessportbundes Sachsen. Robur Zittau gewann die Staffel in der Regionalliga, verpasste jedoch in den Aufstiegsspielen die Startberechtigung für die 2. Bundesliga.
1995/1996
Als Süddeutscher Mannschaftsmeister gelang Robur Zittau der Aufstieg in die 2. Bundesliga. Den ersten Deutschen Meistertitel gewann der BVS in der Altersklasse über 45 Jahre bei den Herren.
1996/1997
Im Jahr 1997 gewannen die Starterinnen und Starter des BVS alle Titel bei den Südostdeutschen Meisterschaften in der Altersklasse unter 18 Jahre.
1997/1998
Im darauf folgenden Jahr wird der Verein Blau-Weiß Röhrsdorf Südost-Mannschaftsmeister und schaffte so den Aufstieg in die 2. Bundesliga. Damit sind in dieser Liga zwei Teams aus Sachsen vertreten. Am 31. Oktober und 1. November 1998 fand mit der Deutschen Rangliste der Jugend, Altersklasse unter 19 Jahre, erstmals ein hochrangiges Badmintonturnier im Freistaat Sachsen statt. In der Altersklasse über 45 Jahre verteidigte Hans-Jürgen Göhler seinen Titel als Deutscher Meister. Hinzu kamen bei diesen Meisterschaften zahlreiche Bronzeplätze für Starter des BVS. Volkmar Kelling wurde neuer Präsident des BVS.
1998/1999
1999 stieg Blau-Weiß Röhrsdorf nach einer Saison wieder aus der 2. Bundesliga ab. Im Jahr darauf musste auch Zittau nach fünf Jahren diese Liga verlassen.
2000/2001
Im Jahr 2001 gelang Robur Zittau der Wiederaufstieg in die 2. Bundesliga und der Radebeuler BV stieg in die Regionalliga auf. Janet Köhler vom Radebeuler BV gehörte als erste Sächsin zum Talentteam Deutschland und stand an der Spitze der deutschen Nachwuchsrangliste der Altersklasse unter 15 Jahre.
2001/2002
Im folgenden Jahr verließ Zittau erneuert die 2. Bundesliga und Blau-Weiß Röhrsdorf verzichtete auf die Aufstiegsspiele für diese Liga. Im Mai richtete der BVS die 5. Europameisterschaften in Radebeul aus. Zudem waren in diesem Jahr Erfolge im Nachwuchsbereich zu verzeichnen. Janet Köhler (Radebeul) und Björn Biering (DHfK) waren Mitglieder im Jugend-Nationalteam des Nachwuchses und J. Engelhardt (Zittau) wurde dreifache Siegerin bei der Deutschen Rangliste in der Altersklasse unter 17 Jahre.
2002/2003
Die ersten Deutschen Meistertitel gingen im Jahr 2003 an Janet Köhler und Björn Biering im Nachwuchs, Andreas Benz (Radebeul), Gundel Hinke (Zittau), Monika Mischke (Markkleeberg) und Gabriele Berge (TH Leipzig) bei den Altersklassen. Robur Zittau stieg wiederum in die zweite Bundesliga und der TSV Niederwürschnitz in die Regionalliga auf. Die 46. „Silbernen Federbälle“ der SG Gittersee fanden mit 111 Teilnehmern einen neuen Rekord.
2003/2004
Im Jahr 2004 wurde Janet Köhler zweifache deutsche Meisterin der Altersklasse unter 17 Jahre und Hans-Jürgen Göhler gewann drei Titel bei den südostdeutschen Altersklassenmeisterschaften. Bei den Vierländerkämpfen in Plzeň siegte Sachsen in den Altersklassen u15 und u19. Dem BV Zwenkau 64 gelang der Wiederaufstieg in die Regionalliga.
2004/2005
Erster sächsischer Weltmeister wurde 2005 Holger Wippisch (Zittau) in der Altersklasse über 35 Jahre und Andreas Benz Vizeweltmeister in der Altersklasse über 45 Jahre bei den Senior-Campionships in Malaysia. Der Radebeuler BV scheiterte als Staffelsieger der Regionalliga an den Aufstiegsspielen für die 2. Bundesliga. Der BSV verzeichnete drei deutsche Meistertitel bei den Altersklassen durch Andreas Benz (Radebeul), Gabriele Berge (TH Leipzig) und Hans-Jürgen Göhler (Niedersedlitz). Dirk Nötzel (Niederwürschnitz) übernahm die Funktion des Landestrainers. Das 25. Eibauer Doppelturnier und der erste Deutsche Badminton-Aktionstag wurden durchgeführt.
2005/2006
2006 verließen die Nachwuchsspieler Janet Köhler und Daniel Benz den BVS. Die Jugendmannschaft der SG Gittersee holte die Südostdeutsche Vize-Mannschaftsmeisterschaft.

## Vereinstätigkeit
Der Sitz des Badminton Verband Sachsen befindet sich in Dresden. Nach den vorherrschenden Verbandsstrukturen ist der BVS Mitglied im Deutschen Badminton-Verband und im Landessportbund Sachsen e. V. Die Tätigkeit beschränkt sich auf das Territorium des Landes Sachsen und untergliedert sich in Regionalverbände. Der BVS gehört neben dem Badminton Landesverbänden Bayern und Baden-Württemberg zur „Gruppe SüdOst“ des Deutschen Badminton-Verbandes. Die Vereinstätigkeit wird durch die Organe Mitgliederversammlung, Präsidium und Hauptausschuss gewährleistet.

## Regionalverbände
- Regionalverband Chemnitz (Sportwart: Andreas Meiner)[8]
- Regionalverband Dresden (Sportwart: Marco Melkers)[9]
- Regionalverband Leipzig (Sportwart: Michael Weckener)[10]
- Regionalverband Oberlausitz (Sportwart: Peter Berger)[11]

## Aufgaben des BVS
Der Badminton Verband Sachsen verfolgt ausschließlich unmittelbar gemeinnützige Zwecke. Insbesondere steht die Förderung und Ausübung des Badmintonsports im Land Sachsen im Fokus des Handelns. Dafür ist eine Repräsentation des BVS nach innen und außen notwendig. Es liegt in der Pflicht des Verbandes alle Spieleberechtigungen auszustellen, zu überprüfen und zu aktualisieren. Auf deren Grundlage obliegt dem Badminton Verband Sachsen die Koordination des Wettkampfbetriebes. Zudem sichert der BVS die Aus- und Weiterbildung von Aktiven, Stützpunkttrainern und Schiedsrichtern. Der Verband ist wesentlicher Faktor bei der Planung und Umsetzung der Strukturen des Leistungssports.
Darüber hinaus verfolgt der BVS folgende Aufgaben:
- Anpassung der BVS-Spielordnung,
- Erstellung eines Jahresterminplanes,
- Aufstellung, Koordination und Betreuung des Landeskates und Normierung von Auswahlmannschaften,
- Nachwuchssichtung für den Leistungssport,
- Stellung und Koordinierung von Schiedsrichtern,
- Publikation von Ergebnissen.[7]